# Élections législatives de 2020 au Colorado
Les élections législatives de 2020 au Colorado ont lieu le 3 novembre 2020 afin d'élire les 40 membres de la Chambre des représentants de l'État américain du Colorado.

## Système électoral
La Chambre des représentants du Colorado est la chambre basse de son parlement bicaméral. Elle est composée de 65 sièges pourvus pour deux ans au scrutin uninominal majoritaire à un tour dans autant de circonscriptions.

## Résultats
|                          |                          |           |       |      |        |               |  |  |  |
| Partis                   | Partis                   | Voix      | %     | +/-  | Sièges | +/-           |  |  |  |
|                          | Parti démocrate          | 1 642 008 | 53,90 | 0,90 | 41     | en stagnation |  |  |  |
|                          | Parti républicain        | 1 331 774 | 43,72 | 1,19 | 24     | en stagnation |  |  |  |
|                          | Libertarien              | 70 239    | 2,31  | 1,60 | 0      | en stagnation |  |  |  |
|                          | Vert                     | 1 688     | 0,06  | 0,06 | 0      | en stagnation |  |  |  |
|                          | Unité                    | 633       | 0,02  | 0,02 | 0      | en stagnation |  |  |  |
|                          |                          |           |       |      |        |               |  |  |  |
| Votes valides            | Votes valides            | 3 046 342 | 92,43 |      |        |               |  |  |  |
| Votes blancs et nuls     | Votes blancs et nuls     | 249 324   | 7,57  |      |        |               |  |  |  |
| Total                    | Total                    | 3 295 666 | 100   | -    | 65     | en stagnation |  |  |  |
| Abstentions              | Abstentions              | 498 124   | 13,13 |      |        |               |  |  |  |
| Inscrits / participation | Inscrits / participation | 3 793 790 | 86,87 |      |        |               |  |  |  |